# 罗兰·阿塞林
罗兰·阿塞林（英語：Roland Asselin，1917年5月18日—2003年12月7日），加拿大男子击剑运动员。他曾代表加拿大参加1954年和1958年大英帝国和英联邦运动会击剑比赛，获得一枚金牌、二枚银牌和一枚铜牌。